# Tipula (Papuatipula) strictistyla
Tipula (Papuatipula) strictistyla is een tweevleugelige uit de familie langpootmuggen (Tipulidae). De soort komt voor in het Australaziatisch gebied.